# Eleanor Bone
Eleanor Ray Bone, anche conosciuta con il nome d'arte Artemis (Londra, 15 dicembre 1911 – Londra, 21 settembre 2001), è stata una sacerdotessa britannica della wicca. Figura molto influente, venne definita la "matriarca della wicca britannica", perché da lei si generò uno dei lignaggi più prolifici della tradizione gardneriana, con diramazioni in tutta Europa (Italia compresa) e con numerose coven anche in Nord e Sud America.
La versione corretta del suo secondo nome è Ray e non Rae, come ella stessa chiarì nel 1964 in un'intervista per il giornale Tit-Bits.

## Biografia
Eleanor Bone fu per gran parte della sua vita la direttrice di una casa di cura per anziani, senza mai avere problemi per il fatto di dichiararsi pubblicamente come strega o wiccan.
Eleanor Bone raccontò che già nel 1941, tredici anni prima che Gerald Gardner rendesse pubblica l'esistenza della wicca, era stata iniziata da una coppia di “streghe ereditarie” nella Cumbria. Solo dopo incontrò Gardner, ne divenne molto amica e fu da lui iniziata nella wicca. Poiché la sua età e personalità si adattavano poco ai più giovani membri della Bricket Wood Coven, Eleanor fu presto innalzata da Gardner ad alta sacerdotessa e iniziò a guidare una propria coven, fondata nel sud di Londra, dalla quale ne sarebbero gemmate molte altre. Tra gli altri suoi iniziati si possono ricordare Madge Worthington e il marito Arthur Eaglen, fondatori della Whitecroft line.
Eleanor fu molto amica di diverse importanti personalità wiccan, inclusi Dafo, Jack Bracelin, Patricia Crowther, Doreen Valiente e Idries Shah. Non ebbe, invece, buoni rapporti con Monique Wilson. Nel corso degli anni sessanta, si rese protagonista di un'intensa campagna di divulgazione e di promozione della wicca, con l'obiettivo di presentarla sotto una luce positiva, nella speranza che la società moderna potesse concederle pari dignità al fianco delle religioni generalmente riconosciute.
Nel maggio del 1966 Eleanor Bone e Patricia Crowther iniziarono a denunciare la pretesa di Alex Sanders di essere il “Re delle streghe” britanniche, iniziando la cosiddetta “guerra delle streghe”, una disputa con la tradizione alexandriana divenuta celebre, che si protrasse per diverso tempo e risolta solo all'inizio del XXI secolo grazie al contributo di personalità come Vivianne Crowley.
Alcuni anni dopo la morte di Gardner, avvenuta nel 1964 a Tunisi, Eleanor Bone si occupò di fare traslare la sua tomba in un altro cimitero della città, perché quello in cui si trovava doveva lasciare il posto a un parco.
Negli ultimi anni prima della morte Eleanor Bone si ritirò con la famiglia nella regione naturalistica della Cumbria, per trascorrere con i suoi cari, in solitudine e riservatezza, il resto della sua vita. Recentemente la comunità neopagana britannica ha commemorato Eleanor Bone con l'erezione di un monumento funebre in suo onore.